# Lilian Mitsunaga
Lilian Toshimi Mitsunaga Farias é uma letrista brasileira. Trabalha desde 1980 com tipografia, especialmente em histórias em quadrinhos. Formada em Arquitetura na Fau/USP, começou sua carreira na editora Abril, sendo responsável pelo letreiramento das edições brasileiros dos quadrinhos Disney e de super-heróis publicados pela editora. Ao publicar em outras editoras, assinou como “Miriam Tomi, a fim de evitar conflitos com a Editora Abril.
Fundou o Estúdio Lua Azul, que presta serviços de tradução, colorização e letreiramento paras diversas editoras, inclusive a própria Editora Abril.
Também é responsável por diversas fontes para as edições brasileiras de autores como Will Eisner, Craig Thompson, Bill Watterson, entre diversos outros. Lilian ganhou o Troféu HQ Mix em 1999 ("melhor letrista") e 2015 ("homenagem especial") e o Prêmio Angelo Agostini em 2002 ("arte-técnica").
Desde 2016 sem aventuras inéditas produzidas no Brasil, o personagem Zé Carioca retornou a partir de setembro de 2020 em uma iniciativa da editora Culturama. A edição de setembro da revista Aventuras Disney contou com roteiro de Arthur Faria Jr., desenhos e arte-final de Moacir Rodrigues Soares e letras de Lilian Mitsunaga.